# Элистинская волость
Элистинская волость — административно-территориальная единица в составе Черноярского уезда Астраханской губернии, с 1918 года — Царицынской губернии, с 1920 года — Калмыцкой АО. Волостное правление — в селе Элиста.
По состоянию на 1900 год в состав волости входили сёла Элиста, Болгун-Сала, Керюльта и Улан-Эрге. Волость располагалась в юго-западной части Черноярского уезда. Со всех сторон волость была окружена Калмыцкой степью. Село Улан-Эрге было отделено от основной части волости калмыцкими кочевьями.
На основании совместного постановления ВЦИК и СНК РСФСР 4 ноября 1920 волость передана в состав Калмыцкой АО. В конце 1922 года Элистинская волость включена в состав Ремонтненского уезда.

## Население
Динамика численности населения
| 1900 |
| ---- |
| 3257 |